# Obłąkany. Dramat w Tworkach
Obłąkany. Dramat w Tworkach – polski, niemy, czarno-biały, krótkometrażowy dramat z 1912.

## Fabuła
Istnieją dwie wersje fabuły filmu. Pierwsza z nich mówi o mężczyźnie, który na tle zazdrości wpada w histerię i w końcu trafia do szpitala wariatów w Tworkach. Po pewnym czasie popełnia samobójstwo. Druga wersja mówi o mężczyźnie, który pewnego dnia dostaje ataku szału. Zrozpaczona żona oddaje go do szpitala w Tworkach. Po pewnym czasie wydostał się na wolność i utopił się w Wiśle.

## Obsada
- Stefan Jaracz – mąż
- Jadwiga Daniłowicz-Jaraczowa – żona